# Песочное (Воскресенский район)
Песочное — деревня в составе Староустинского сельсовета в Воскресенском районе Нижегородской области.

## География
Находится в левобережье Ветлуги на расстоянии примерно 12 километров по прямой на север-северо-запад от районного центра поселка  Воскресенское.

## История
Деревня известна с середины XIX века, входила в Варнавинский уезд Костромской губернии. В 1870 году учтено было в деревне 108 дворов  и 565 жителей. Жители занимались в основном отхожими промыслами. В 1925 году проживало 665 человек. В советское время работали колхозы «XIV годовщина Октября» и им.Калинина.

## Население
Постоянное население составляло 123 человека (русские 100%) в 2002 году, 94 в 2010 году .